# Giławy
Giławy (Duits: Gillau) is een plaats in het Poolse district  Olsztyński, woiwodschap Ermland-Mazurië. De plaats maakt deel uit van de gemeente Purda en telt 540 inwoners.